# Diezel Amplification
Diezel Amplificaton  — німецька компанія-виробник музичних інструментів, заснована 1992 року. Виробник гітарних підсилювачів Diezel.

## Історія
Засновником компанії є німецький інженер-електронік та музикант Пітер Дізель. У вісімдесяті роки в Мюнхені він вперше модифікував гітарні підсилювачі Marshall, бо був незадоволений їхнім звучанням, а на початку дев'яностих заснував власну компанію разом із партнером, музикантом Пітером Стафлером. 
Перший підсилювач виробництва Diezel Amplification було виготовлено 1994 року. Основною моделлю, що компанія випускала в дев'яності роки, була чотирьохканальна «голова» VH4. Підсилювачі Diezel стали добре відомі в Німеччині та Австрії, але за межами цих країн про них мало хто знав. Наприкінці дев'яностих традиційні підсилювачі для хард-року стали менш популярними, тому інженери сконцентрувалися на додаванні нових функцій, як то підтримка MIDI або звукових петель.
Протягом наступних десяти років компанія випустила декілька нових моделей підсилювачів: Herbert (2002 рік), Einstein (2005), Columbus (2006), Schmidt (2009) та Hagen (2011). 2003 року виробництво було перевезено з Мюнхена до Бад-Штебена, а 2009 року було відкрито фабрику зі створення «голів» Diezel в Діллінгені. 
Серед музикантів, які активно використовують підсилювачі Diezel — Джеймс Гетфілд (Metallica), Біллі Корган (Smashing Pumpkins) та Метью Белламі (Muse).